# Ixaque ibne Ali
Ixaque ibne Ali (em alemão: إسحق بن علي; romaniz.: Ishaq ibn Ali; m. 1147) foi o quinto e último emir da dinastia berbere dos Almorávidas. Tio do anterior emir Ibraim ibne Taxufine, ao qual substituiu, foi morto durante a tomada de Marraquexe pelos almóadas em 1147.